# BARC Aintree 200 1956
BARC Aintree 200 1956 je četrta neprvenstvena dirka Formule 1 v sezoni 1956. Odvijala se je 21. aprila 1956 na angleškem dirkališču Aintree Racecourse. 

## Prijavljeni
| Št | Dirkač               | Moštvo                   | Dirkalnik        | Motor       |
| -- | -------------------- | ------------------------ | ---------------- | ----------- |
| 1  | Mike Hawthorn        | Owen Racing Organisation | BRM P25          | BRM         |
| 2  | Tony Brooks          | Owen Racing Organisation | BRM P25          | BRM         |
| 3  | Archie Scott-Brown   | Connaught Engineering    | Connaught Type B | Alta        |
| 4  | Desmond Titterington | Connaught Engineering    | Connaught Type B | Alta        |
| 7  | Stirling Moss        | Privatnik                | Maserati 250F    | Maserati    |
| 8  | Reg Parnell          | R.R.C Walker Racing Team | Connaught Type B | Alta        |
| 9  | Jack Brabham         | Privatnik                | Maserati 250F    | Maserati    |
| 10 | Roy Salvadori        | Gilby Engineering        | Maserati 250F    | Maserati    |
| 12 | Bruce Halford        | Privatnik                | Maserati 250F    | Maserati    |
| 14 | Louis Rosier         | Ecurie Rosier            | Maserati 250F    | Maserati    |
| 17 | Bob Gerard           | Privatnik                | Cooper T23       | Bristol     |
| 18 | John Young           | Privatnik                | Connaught Type A | Lea Francis |
| 19 | Dick Gibson          | Privatnik                | Connaught Type A | Lea Francis |

## Rezultati

### Kvalifikacije
| Poz | Št | Dirkač               | Konstruktor           | Čas    | Zaostanek |
| --- | -- | -------------------- | --------------------- | ------ | --------- |
| 1   | 3  | Archie Scott-Brown   | Connaught-Alta        | 2:03,8 | -         |
| 2   | 1  | Mike Hawthorn        | BRM                   | 2:06,0 | +2,2      |
| 3   | 4  | Desmond Titterington | Connaught-Alta        | 2:06,2 | +2,4      |
| 4   | 7  | Stirling Moss        | Maserati              | 2:06,6 | +2,8      |
| 5   | 10 | Roy Salvadori        | Maserati              | 2:06,6 | +2,8      |
| 6   | 2  | Tony Brooks          | BRM                   | 2:06,6 | +2,8      |
| 7   | 14 | Louis Rosier         | Maserati              | 2:11,8 | +8,0      |
| 8   | 8  | Reg Parnell          | Connaught-Alta        | 2:12,4 | +8,6      |
| 9   | 18 | John Young           | Connaught-Lea Francis | 2:15,2 | +11,4     |
| 10  | 9  | Jack Brabham         | Maserati              | 2:18,2 | +14,4     |
| 11  | 17 | Bob Gerard           | Cooper-Bristol        | 2:24,4 | +20,6     |
| 12  | 12 | Bruce Halford        | Maserati              | 2:27,2 | +23,4     |
| 13  | 19 | Dick Gibson          | Connaught-Lea Francis | 2:28,2 | +24,4     |

### Dirka
| Poz | Št | Dirkač                | Dirkalnik             | Krogi | Čas/Odstop  | Št. m. |
| --- | -- | --------------------- | --------------------- | ----- | ----------- | ------ |
| 1   | 7  | Stirling Moss         | Maserati              | 67    | 2:23:06,4   | 4      |
| 2   | 2  | Tony Brooks           | BRM                   | 66    | +1 krog     | 6      |
| 3   | 9  | Jack Brabham          | Maserati              | 64    | +3 krogi    | 10     |
| 4   | 14 | Louis Rosier          | Maserati              | 62    | +5 krogov   | 7      |
| 5   | 19 | Dick Gibson Bob Berry | Connaught-Lea Francis | 59    | +8 krogov   | 13     |
| Ods | 4  | Desmond Titterington  | Connaught-Alta        | 53    | Zavore      | 3      |
| Ods | 12 | Bruce Halford         | Maserati              | 39    | Trčenje     | 12     |
| Ods | 17 | Bob Gerard            | Cooper-Bristol        | 35    | Motor       | 11     |
| Ods | 18 | John Young            | Connaught-Lea Francis | 30    | Menjalnik   | 9      |
| Ods | 3  | Archie Scott-Brown    | Connaught-Alta        | 13    | Bat         | 1      |
| Ods | 10 | Roy Salvadori         | Maserati              | 5     | Obese       | 5      |
| Ods | 8  | Reg Parnell           | Connaught-Alta        | 5     | Pregrevanje | 8      |
| Ods | 1  | Mike Hawthorn         | BRM                   | 4     | Zavore      | 2      |